# Temporada 1996-97 de los Miami Heat
La temporada 1996-97 fue la novena de los Miami Heat en la NBA. La temporada regular acabó con 61 victorias y 21 derrotas, ocupando el segundo puesto de la conferencia Este, clasificándose para los playoffs, en los que cayeron en las finales de conferencia ante Chicago Bulls.

## Elecciones en elDraft
Los Heat no tuvieron esta temporada ninguna elección en el Draft de la NBA.

## Temporada regular
| División Atlántico   | División Atlántico | División Atlántico | División Atlántico | División Atlántico | División Atlántico | División Atlántico | División Atlántico | División Atlántico |
| Equipo               | G                  | P                  | %                  | PD                 | Casa               | Fuera              | Div                |                    |
| -------------------- | ------------------ | ------------------ | ------------------ | ------------------ | ------------------ | ------------------ | ------------------ | ------------------ |
| y-Miami Heat         | 61                 | 21                 | .744               | –                  | 29–12              | 32–9               | 16–8               |                    |
| x-New York Knicks    | 57                 | 25                 | .695               | 4                  | 31–10              | 26–15              | 19–6               |                    |
| x-Orlando Magic      | 45                 | 37                 | .549               | 16                 | 26–15              | 19–22              | 13–11              |                    |
| x-Washington Bullets | 44                 | 38                 | .537               | 17                 | 25–16              | 19–22              | 14–10              |                    |
| New Jersey Nets      | 26                 | 56                 | .317               | 35                 | 16–25              | 10–31              | 11–13              |                    |
| Philadelphia 76ers   | 22                 | 60                 | .268               | 39                 | 11–30              | 11–30              | 11–14              |                    |
| Boston Celtics       | 15                 | 67                 | .183               | 46                 | 11–30              | 4–37               | 1–23               |                    |

## Playoffs

### Primera ronda
Miami Heat  vs. Orlando Magic
| Fecha       | Partido                          | Ciudad  |
| ----------- | -------------------------------- | ------- |
| 24 de abril | Miami Heat 99, Orlando Magic 64  | Miami   |
| 27 de abril | Miami Heat 104, Orlando Magic 87 | Miami   |
| 29 de abril | Orlando Magic 88, Miami Heat 75  | Orlando |
| 1 de mayo   | Orlando Magic 99, Miami Heat 91  | Orlando |
| 4 de mayo   | Miami Heat 94, Orlando Magic 83  | Miami   |
|             | Miami Heat gana las series 3-2   |         |

### Semifinales de Conferencia
Miami Heat vs. New York Knicks
| Fecha      | Partido                            | Ciudad     |
| ---------- | ---------------------------------- | ---------- |
| 7 de mayo  | Miami Heat 79, New York Knicks 88  | Miami      |
| 9 de mayo  | Miami Heat 88, New York Knicks 84  | Miami      |
| 11 de mayo | New York Knicks 77, Miami Heat 73  | Nueva York |
| 12 de mayo | New York Knicks 89, Miami Heat 76  | Nueva York |
| 14 de mayo | Miami Heat 96, New York Knicks 81  | Miami      |
| 16 de mayo | New York Knicks 90, Miami Heat 95  | Nueva York |
| 18 de mayo | Miami Heat 101, New York Knicks 90 | Miami      |
|            | Miami Heat gana las series 4-3     |            |

### Finales de conferencia
Chicago Bulls  vs. Miami Heat
| Fecha      | Partido                           | Ciudad  |
| ---------- | --------------------------------- | ------- |
| 20 de mayo | Chicago Bulls 84, Miami Heat 77   | Chicago |
| 22 de mayo | Chicago Bulls 75, Miami Heat 68   | Chicago |
| 24 de mayo | Miami Heat 74, Chicago Bulls 98   | Miami   |
| 26 de mayo | Miami Heat 87, Chicago Bulls 80   | Miami   |
| 28 de mayo | Chicago Bulls 100, Miami Heat 87  | Chicago |
|            | Chicago Bulls gana las series 4-1 |         |

## Estadísticas

### Temporada regular
| Rk | Jugador         | Edad | Pos. | P  | PT | MP   | TC  | TCI  | %TC  | T3  | T3I | %T3  | TL  | TLI | %TL  | RO  | RD  | RT  | AS  | RB  | TAP | BP  | FP  | PTS  |
| -- | --------------- | ---- | ---- | -- | -- | ---- | --- | ---- | ---- | --- | --- | ---- | --- | --- | ---- | --- | --- | --- | --- | --- | --- | --- | --- | ---- |
| 1  | Tim Hardaway    | 30   | PG   | 81 | 81 | 38.7 | 7.1 | 17.1 | .415 | 2.5 | 7.3 | .344 | 3.6 | 4.5 | .799 | 0.6 | 2.8 | 3.4 | 8.6 | 1.9 | 0.1 | 2.8 | 2.0 | 20.3 |
| 2  | Jamal Mashburn  | 24   | SF   | 32 | 30 | 37.2 | 4.6 | 11.5 | .398 | 1.5 | 4.6 | .329 | 2.8 | 3.7 | .752 | 1.3 | 4.3 | 5.6 | 3.5 | 1.3 | 0.2 | 1.8 | 3.7 | 13.4 |
| 3  | Alonzo Mourning | 26   | C    | 66 | 65 | 35.2 | 7.2 | 13.4 | .534 | 0.0 | 0.1 | .111 | 5.5 | 8.6 | .642 | 2.9 | 7.1 | 9.9 | 1.6 | 0.8 | 2.9 | 3.4 | 4.1 | 19.8 |
| 4  | Dan Majerle     | 31   | SF   | 36 | 26 | 35.1 | 3.9 | 9.6  | .406 | 1.9 | 5.6 | .338 | 1.1 | 1.6 | .678 | 1.3 | 3.3 | 4.5 | 3.2 | 1.5 | 0.4 | 1.4 | 2.1 | 10.8 |
| 5  | P.J. Brown      | 27   | PF   | 80 | 71 | 32.4 | 3.8 | 8.2  | .457 | 0.0 | 0.0 | .000 | 2.0 | 2.8 | .732 | 3.0 | 5.4 | 8.4 | 1.2 | 1.1 | 1.2 | 1.4 | 3.5 | 9.5  |
| 6  | Sasha Danilović | 26   | SG   | 43 | 33 | 31.4 | 4.1 | 9.2  | .442 | 1.5 | 4.1 | .358 | 1.7 | 2.2 | .777 | 0.5 | 1.9 | 2.4 | 1.8 | 0.9 | 0.2 | 2.2 | 2.9 | 11.3 |
| 7  | Voshon Lenard   | 23   | SG   | 73 | 47 | 28.9 | 4.3 | 9.4  | .459 | 2.5 | 6.1 | .414 | 1.2 | 1.4 | .819 | 0.5 | 2.5 | 3.0 | 2.2 | 0.7 | 0.2 | 1.5 | 2.3 | 12.3 |
| 8  | Isaac Austin    | 27   | C    | 82 | 17 | 22.9 | 3.9 | 7.8  | .502 | 0.0 | 0.0 | .000 | 1.8 | 2.8 | .664 | 1.7 | 4.2 | 5.8 | 1.2 | 0.5 | 0.5 | 2.0 | 3.0 | 9.7  |
| 9  | Keith Askins    | 29   | SF   | 78 | 30 | 22.7 | 1.8 | 4.1  | .433 | 0.9 | 2.2 | .401 | 0.5 | 0.7 | .672 | 1.1 | 2.4 | 3.5 | 1.0 | 0.7 | 0.2 | 0.8 | 2.5 | 4.9  |
| 10 | Kurt Thomas     | 24   | PF   | 18 | 9  | 20.8 | 2.2 | 5.8  | .371 | 0.0 | 0.1 | .000 | 1.9 | 2.6 | .761 | 1.7 | 4.2 | 5.9 | 0.5 | 0.7 | 0.5 | 1.4 | 3.7 | 6.3  |
| 11 | John Crotty     | 27   | PG   | 48 | 0  | 13.7 | 1.6 | 3.2  | .513 | 0.4 | 1.0 | .408 | 1.1 | 1.3 | .844 | 0.3 | 0.7 | 1.0 | 2.1 | 0.4 | 0.0 | 0.9 | 1.6 | 4.8  |
| 12 | Gary Grant      | 31   | PG   | 28 | 0  | 13.0 | 1.4 | 3.9  | .355 | 0.5 | 1.6 | .304 | 0.6 | 0.8 | .818 | 0.3 | 1.1 | 1.4 | 1.6 | 0.6 | 0.0 | 1.0 | 1.4 | 3.9  |
| 13 | Willie Anderson | 30   | SG   | 28 | 1  | 10.8 | 1.0 | 2.3  | .453 | 0.3 | 0.7 | .421 | 0.6 | 0.7 | .850 | 0.5 | 1.0 | 1.5 | 1.2 | 0.5 | 0.1 | 0.7 | 1.3 | 3.0  |
| 14 | Ed Pinckney     | 33   | PF   | 27 | 0  | 10.1 | 0.9 | 1.6  | .535 | 0.0 | 0.0 |      | 0.7 | 0.9 | .800 | 0.9 | 1.5 | 2.4 | 0.2 | 0.3 | 0.3 | 0.7 | 1.1 | 2.4  |
| 15 | Mark Strickland | 26   | PF   | 31 | 0  | 4.9  | 0.8 | 1.9  | .417 | 0.0 | 0.0 | .000 | 0.4 | 0.7 | .571 | 0.5 | 0.7 | 1.2 | 0.0 | 0.1 | 0.3 | 0.5 | 0.5 | 2.0  |
| 16 | James Scott     | 24   | SF   | 8  | 0  | 4.0  | 0.0 | 1.0  | .000 | 0.0 | 0.5 | .000 | 0.1 | 0.3 | .500 | 0.1 | 0.6 | 0.8 | 0.4 | 0.3 | 0.0 | 0.3 | 0.6 | 0.1  |
| 17 | Martin Müürsepp | 22   | PF   | 10 | 0  | 2.7  | 0.5 | 1.4  | .357 | 0.1 | 0.4 | .250 | 0.6 | 1.4 | .429 | 0.2 | 0.3 | 0.5 | 0.3 | 0.0 | 0.1 | 0.3 | 0.3 | 1.7  |
| 18 | Matt Fish       | 27   | C    | 1  | 0  | 1.0  | 0.0 | 0.0  |      | 0.0 | 0.0 |      | 0.0 | 0.0 |      | 0.0 | 0.0 | 0.0 | 0.0 | 0.0 | 0.0 | 0.0 | 0.0 | 0.0  |
| 19 | Bruce Bowen     | 25   | SF   | 1  | 0  | 1.0  | 0.0 | 0.0  |      | 0.0 | 0.0 |      | 0.0 | 0.0 |      | 0.0 | 0.0 | 0.0 | 0.0 | 0.0 | 1.0 | 0.0 | 0.0 | 0.0  |

### Playoffs
| Rk | Jugador         | Edad | Pos. | P  | PT | MP   | TC  | TCI  | %TC  | T3  | T3I | %T3  | TL  | TLI | %TL   | RO   | RD  | RT   | AS  | RB  | TAP | BP  | FP  | PTS  |
| -- | --------------- | ---- | ---- | -- | -- | ---- | --- | ---- | ---- | --- | --- | ---- | --- | --- | ----- | ---- | --- | ---- | --- | --- | --- | --- | --- | ---- |
| 1  | Tim Hardaway    | 30   | PG   | 17 | 17 | 41.2 | 6.1 | 16.9 | .359 | 2.5 | 7.9 | .313 | 4.1 | 5.2 | .795  | 0.8  | 3.3 | 4.1  | 7.0 | 1.6 | 0.1 | 3.1 | 2.2 | 18.7 |
| 2  | Alonzo Mourning | 26   | C    | 17 | 17 | 37.1 | 6.3 | 12.8 | .491 | 0.2 | 0.5 | .375 | 5.1 | 9.1 | .555  | 2.6  | 7.6 | 10.2 | 1.1 | 0.6 | 2.7 | 4.1 | 4.3 | 17.8 |
| 3  | Jamal Mashburn  | 24   | SF   | 17 | 17 | 32.6 | 3.8 | 9.9  | .387 | 1.3 | 3.6 | .355 | 1.5 | 2.4 | .650  | 1.3  | 3.6 | 4.9  | 2.1 | 1.0 | 0.1 | 1.8 | 3.4 | 10.5 |
| 4  | Voshon Lenard   | 23   | SG   | 17 | 17 | 32.2 | 3.7 | 9.1  | .406 | 2.1 | 5.4 | .396 | 1.9 | 2.2 | .865  | 0.7  | 2.2 | 2.9  | 2.1 | 0.6 | 0.2 | 1.8 | 2.9 | 11.4 |
| 5  | P.J. Brown      | 27   | PF   | 15 | 15 | 30.1 | 2.8 | 6.9  | .408 | 0.0 | 0.0 |      | 2.5 | 3.5 | .717  | 3.2  | 5.4 | 8.6  | 0.7 | 0.6 | 1.3 | 1.1 | 2.7 | 8.1  |
| 6  | Dan Majerle     | 31   | SF   | 17 | 2  | 29.2 | 2.7 | 6.9  | .393 | 1.5 | 4.4 | .338 | 1.1 | 1.6 | .679  | 0.9  | 3.3 | 4.2  | 2.5 | 1.2 | 0.2 | 0.8 | 1.8 | 8.0  |
| 7  | Isaac Austin    | 27   | C    | 15 | 0  | 19.1 | 2.4 | 5.4  | .444 | 0.1 | 0.3 | .250 | 1.7 | 2.1 | .806  | 1.1  | 3.3 | 4.4  | 0.4 | 0.4 | 0.5 | 1.5 | 2.3 | 6.5  |
| 8  | Willie Anderson | 30   | SG   | 9  | 0  | 13.3 | 1.2 | 3.3  | .367 | 0.2 | 0.9 | .250 | 1.0 | 1.1 | .900  | 0.2  | 1.7 | 1.9  | 0.6 | 0.4 | 0.2 | 1.3 | 2.2 | 3.7  |
| 9  | Keith Askins    | 29   | SF   | 12 | 0  | 12.2 | 0.8 | 1.9  | .435 | 0.5 | 1.0 | .500 | 0.3 | 0.3 | 1.000 | 0.9  | 1.4 | 2.3  | 0.6 | 0.3 | 0.2 | 0.3 | 2.2 | 2.5  |
| 10 | John Crotty     | 27   | PG   | 15 | 0  | 8.3  | 0.9 | 2.2  | .394 | 0.3 | 0.8 | .417 | 0.4 | 0.5 | .857  | 0.3  | 0.4 | 0.7  | 0.7 | 0.3 | 0.0 | 0.9 | 1.0 | 2.5  |
| 11 | Mark Strickland | 26   | PF   | 4  | 0  | 4.0  | 1.0 | 2.0  | .500 | 0.0 | 0.0 |      | 0.0 | 0.5 | .000  | 0.0  | 0.8 | 0.8  | 0.3 | 0.3 | 0.0 | 0.5 | 0.0 | 2.0  |
| 12 | Ed Pinckney     | 33   | PF   | 2  | 0  | 3.0  | 1.0 | 1.5  | .667 | 0.0 | 0.0 |      | 1.0 | 1.5 | .667  | .667 | 0.0 | 0.0  | 0.5 | 0.0 | 0.0 | 0.0 | 0.0 | 2.0  |

## Galardones y récords
| Jugador/Entrenador | Galardón                               |
| Tim Hardaway       | Mejor quinteto de la NBA All-Star      |
| P. J. Brown        | 2.º Mejor quinteto defensivo de la NBA |
| Pat Riley          | Entrenador del Año de la NBA           |
| Isaac Austin       | Jugador más mejorado de la NBA         |